# Nothonotus aquali
Nothonotus aquali è un piccolo pesce d'acqua dolce appartenente alla famiglia Percidae.

## Etimologia
Il nome della specie, aquali deriva dalla parola cherokee agaquali, guancia, riferimento alla particolare colorazione delle "guance" e della testa.

## Distribuzione e habitat
Questa specie è diffusa soltanto nelle acque basse e veloci a fondale roccioso del bacino idrografico del Duck River, principale corso d'acqua del Tennessee centrale (USA), affluente del fiume Tennessee

## Descrizione
Presenta un corpo allungato e compresso ai fianchi, dall'aspetto massiccio, con testa triangolare allungata e occhi grandi. Possiede due pinne dorsali, la prima più bassa della seconda, che è opposta e simmetrica alla pinna anale. Le pinne ventrali e pettorali sono ampie e arrotondate. La pinna caudale è a delta. La livrea presenta un colore di fondo bruno chiazzato di grigio, il dorso solcato da alcune fasce irregolari orizzontali bianche. La testa (soprattutto le guance) è marezzata di grigio azzurro. Sul peduncolo caudale alcuni piccoli punti color ruggine. Le pinne dorsali presentano un punto rosso ruggine alla radice: entrambe sono brune chiazzate di chiaro, ma la prima è orlata di bianco, la seconda di grigio azzurro. La caudale è rosso ruggine chiazzata di bruno e orlata di bianco, così come la pinna anale. Le pinne pettorali sono brune, tendenti al trasparente.

Raggiunge una lunghezza massima di 8 cm.

## Riproduzione
Il periodo riproduttivo avviene tra maggio e giugno. La fecondazione è esterna: le uova vengono depositate in un nido e guardate a vista dai genitori.

## Alimentazione
Si nutre di larve di insetti (prevalentemente ditteri, effimere, tricotteri) e molluschi gasteropodi.